# Prádena
Prádena település Spanyolországban, Segovia tartományban. Prádena Arcones, Orejana, Valleruela de Sepúlveda, Castroserna de Abajo, Santa Marta del Cerro, Ventosilla y Tejadilla, Casla, Robregordo, La Acebeda és Braojos községekkel határos. Lakosainak száma 468 fő (2024).

## Népesség
A település népessége az elmúlt években az alábbi módon változott:
| Lakosok száma | 545  | 542  | 602  | 590  | 605  | 567  | 530  | 523  | 501  | 468  |
|               | 2001 | 2004 | 2007 | 2009 | 2012 | 2014 | 2017 | 2019 | 2022 | 2024 |